# John Hutchinson
John Hutchinson (7 april 1884 Blindburn, Northumberland - 2 september 1972 Londen) was een vermaard Engels botanicus en taxonoom. Hij is vooral bekend door zijn indeling van het plantenrijk, die meestal wordt aangeduid als het systeem van Hutchinson.

## Carrière
Hutchinson was de zoon van Michael Hutchinson, een hovenier, en Annie Wylie. Hij zou aanvankelijk in de voetsporen van zijn vader treden en volgde zijn tuinbouwkundige opleiding in Northumberland en in Durham. In 1904 werd hij leerling hovenier in Kew, waar zijn tekentalent en aanleg voor taxonomie al snel werden opgemerkt. Dat leidde ertoe dat hij in 1905 een functie bij het herbarium kreeg. Daar werd hij eerst assistent in de sectie India, daarna assistent in de sectie Tropisch Afrika. Van 1915 tot 1919 keerde hij weer terug naar de Indiase botanie en vanaf 1919 kreeg hij de leiding over de sectie Afrika. In 1936 werd hij Keeper of the Museums of Botany at Kew. In 1947 werd hij als lid in de Royal Society gekozen. In 1948 ging hij officieel met pensioen maar hij bleef daarna wel werken aan de fylogenie van de bedektzadigen. In 1958 werd hem door de Linnean Society of London de Darwin-Wallace Medal toegekend.
In zijn begintijd bij het herbarium werkte hij aan vervolgdelen van de Flora of Tropical Africa, waarmee Daniel Oliver (1830-1916) in 1868 een aanvang had gemaakt. Van zijn hand verschenen Euphorbiaceae (in deel 6(1), 1911-1913), samen met Nicholas Edward Brown en David Prain, Moraceae (in deel 6(2), 1916-1917), samen met Alfred Barton Rendle, en Myricaceae (in deel 6(2), 1917).
Later werkte hij gelijktijdig aan de Flora of West Tropical Africa, samen met John McEwan Dalziel (1872-1948), en aan een revisie van de classificatie van de angiospermae zoals die was opgesteld door Bentham en Hooker (1862-1883) en later aangevuld en uitgebreid door Engler en Prantl (1887-1915). Die classificatie was in het begin van de twintigste eeuw breed geaccepteerd onder botanici. Van Hutchinsons werk, de Families of Flowering Plants, kwam in 1926 deel 1, de dicotyledones uit, in 1934 deel 2, de monocotyledones. Zijn taxonomie was een van de eerste die als uitgangspunt had om de planten volgens hun vermoedelijke fylogenie in te delen. In 1959 bracht hij een herziene versie uit, waarin hij een fundamenteel onderscheid maakte tussen kruidige en houtige gewassen. Deze toevoeging was er aanleiding toe dat zijn latere werk door veel van zijn vakgenoten werd afgewezen.
Van augustus 1928 tot april 1929 en van juni tot september 1930 maakte Hutchinson twee uitgebreide botanische verzamelreizen naar zuidelijk Afrika, de eerste naar Zuid-Afrika, de tweede vanuit Zuid-Afrika naar het Tanganyikameer en weer terug. Van die reizen heeft hij zelf uitvoerig verslag gedaan in A Botanist in Southern Africa (1946).

## Publicaties
- 1911-1917 Flora of Tropical Africa: Euphorbiaceae, Moraceae en Myricaceae
- 1926 en 1934 The Families of Flowering Plants, arranged according to a new system, based on their probable phylogeny, 2e druk 1959, 3e druk 1973
- 1927-1936 Flora of West Tropical Africa, met dr. John McEwan Dalziel
- 1964-1967 The Genera of Flowering Plants, deel 1 en 2 (deel 3 verscheen postuum)
- 1967 Key to the Families of Flowering Plants of the World
- 1969 Evolution and Phylogeny of Flowering Plants. Dicotyledons
- 1945 Common Wild Flowers
- 1948 More Common Wild Flowers
- 1950 Uncommon Wild Flowers
- 1955 British Wild Flowers
- 1946 A Botanist in Southern Africa (Londen)

## Eponiemie
Het plantengeslacht Hutchinsonia (familie Rubiaceae) uit tropisch Afrika werd in 1928 door Robyns (1901-1986) naar hem vernoemd.
In 1933 noemde Marcus Eugene Jones (1852-1934) een geslacht uit de Asteraceae uit Arizona ook Huchinsonia, overigens niet naar John Hutchinson maar naar Susan W. Hutchinson, die het type-exemplaar verzameld had, maar deze naam was een later homoniem en is dus niet geldig gepubliceerd.
- Bibsys: 90983165
- Bibliothèque nationale de France: cb12327185j (data)
- Author citation (botany): Hutch.
- Stuttgart Database of Scientific Illustrators 1450–1950: 6283
- Gemeinsame Normdatei: 125008929
- International Standard Name Identifier: 0000 0001 0881 8569
- Library of Congress Control Number: n83126064
- Nationale Bibliotheek van Letland: 000298779
- Bibliotheek van het Japanse parlement: 00468714
- Nationale Bibliotheek van Tsjechië: xx0012370
- Nationale bibliotheek van Australië: 36554980
- Nationale Bibliotheek van Israël: 987007274532505171
- Nederlandse Thesaurus van Auteursnamen: 070224684
- Istituto Centrale per il Catalogo Unico: VIAV129085
- SNAC: w6ws9vn3
- Système universitaire de documentation: 032193823
- Museum of New Zealand Te Papa Tongarewa: 51022
- Trove: 1289627
- Virtual International Authority File: 27136891
- WorldCat: E39PBJfX7GKhbh6ft8ttP6Wv73